# トロ・ブロ・レオン
トロ・ブロ・レオン（Tro Bro Leon または Tro-Bro Léon）は、例年4月下旬に、フランスのブルターニュ地域圏で開催される自転車競技・ロードレースにおけるワンデイレース。
カテゴリは、2019年までUCIヨーロッパツアー1.1。2020年よりUCIプロシリーズ。

## 概要
24セクション合計約30kmに亘り、ダート、砂利道及び石畳の区間が設けら、「プティ・パリ〜ルーベ (Petit Paris-Roubaix)」 、「ブルターニュのパリ〜ルーベ (Paris-Roubaix breton)」、「西の地獄 (l'Enfer de l'Ouest)」などと称されている。
1984年から1999年まではアマチュア限定レースだった。

## 歴代優勝者
| 年   | 優勝者                       |
| ---- | ---------------------------- |
| 1984 | ブルーノ・シュマン           |
| 1985 | ブルーノ・シュマン           |
| 1986 | フィリップ・ダリバール       |
| 1987 | ドミニク・ル・ボン           |
| 1988 | フィリップ・ダリバール       |
| 1989 | フィリップ・ダリバール       |
| 1990 | マルク・イブ                 |
| 1991 | ウィイアン・ミユー           |
| 1992 | ヤーン・キルシプー           |
| 1993 | ジャン＝フィリップ・ルクセル |
| 1994 | ステファヌ・ペティヨー       |
| 1995 | カミル・クアラン             |
| 1996 | ティエリ・ブリコー           |
| 1997 | フレデリック・ドラランド     |
| 1998 | フレデリック・ドラランド     |
| 1999 | ジャン＝ミシェル・ティヨワイ |

| 年   | 優勝者                      |
| ---- | --------------------------- |
| 2000 | ヨ・プランカールト          |
| 2001 | ジャッキー・デュラン        |
| 2002 | バーデン・クック            |
| 2003 | サミュエル・デュムラン      |
| 2004 | サミュエル・デュムラン      |
| 2005 | トリスタン・ヴァランタン    |
| 2006 | マーク・レンショー          |
| 2007 | サイ・アドゥ                |
| 2008 | フレデリック・ゲドン        |
| 2009 | サイ・アドゥ                |
| 2010 | ジェレミ・ロワイ            |
| 2011 | ヴァンサン・ジェローム      |
| 2012 | ライアン・ロス (自転車選手) |
| 2013 | フランシス・ムレイ          |
| 2014 | アドリアン・プティ          |
| 2015 | アレクサンドル・ジュニエ    |

| 年   | 優勝者                                                     |
| ---- | ---------------------------------------------------------- |
| 2016 | マルティン・モーテンセン                                   |
| 2017 | ダミアン・ゴダン                                           |
| 2018 | クリストフ・ラポルト                                       |
| 2019 | アンドレア・ヴェンドラーメ                                 |
| 2020 | 新型コロナウイルス感染症の世界的流行 (2019年-)により未開催 |
| 2021 | コナー・スウィフト                                         |
| 2022 | ユーゴ・オフステテール                                     |
| 2023 | ジャコモ・ニッツォーロ                                     |
| 2024 | アルノー・ドゥリー                                         |
| 2025 | バスティアン・トロンション                                 |